# U.S. Route 412
Pour les articles homonymes, voir Route 412.
La U.S. Route 412 (US 412) est une US Route ouest–est créée en 1982. La US 412 emprunte le Cimarron Turnpike entre Tulsa et l'I-35 ainsi que le Cherokee Turnpike de l'est de Chouteau, Oklahoma jusqu'à to 8 miles (13 km) à l'ouest de la frontière avec l'Arkansas. Elle parcourt l'entièreté du Panhandle de l'Oklahoma et traverse le Missouri Bootheel.
Le terminus ouest de la route est à Springer, Nouveau-Mexique. Elle partage le même terminus ouest que la US 56, tout près de l'I-25. Le terminus est se trouve à Columbia, Tennessee à une intersection avec l'I-65. La route se poursuit au-delà comme SR 99.

## Description du tracé
|       | mi    | km    |
| ----- | ----- | ----- |
| NM    | 94    | 151   |
| OK    | 504   | 811   |
| AR    | 290   | 470   |
| MO    | 51    | 82    |
| TN    | 182   | 293   |
| Total | 1 130 | 1 820 |

### Nouveau-Mexique
La US 56 forme un multiplex avec la US 412 sur l'entièreté de son parcours au Nouveau-Mexique. Les routes débutent ensemble à Springer et se dirigent vers l'est en direction d'Abbot. Elles continuent vers l'est et passent par Farley et Gladstone. Elles arrivent dans la seule autre ville importante, Clayton, où elles croisent la US 64 et la US 87. La US 64 rejoint le multiplex vers le nord-est. La route passe par le coin nord-ouest du Texas (sans entrer dans l'état) et se poursuit dans la Kiowa National Grassland en direction de l'Oklahoma.

### Oklahoma
La US 56 / US 412 entre en Oklahoma dans le coin sud-ouest Panhandle de l'Oklahoma, dans la Rita Blanca National Grassland. Elle quitte la prairie près de Felt. Trois miles (4,8 km) au sud-ouest de Boise City, la US 385 rejoint le multiplex. Les routes entrent à Boise City et traversent la ville. La US 385 quitte le multiplex et, au nord-est de Boise City, c'est au tour de la US 56 de se séparer de la US 64 / US 412.
La US 412 poursuit son trajet jusqu'à Guymon, où la US 64 rejoint la US 54. La US 412 se poursuit seule vers l'est. Elle passe alors par Elmwood, Woodward et Enid. À l'est d'Enid, la US 412 croise l'I-35 et, après la jonction, devient le Cimarron Turnpike. Il est rare pour une US Route d'être une route à péage. Elle se dirige vers l'est et le sud-est en contournant Glencoe et Hallett. À l'est de Hallett, alors que la US 412 rencontre la US 64, la route à péage prend fin et les deux US Routes se dirigent vers Tulsa. Elles se séparent au centre-ville et la US 412 rejoint l'I-244 vers l'est. À la jonction avec l'I-44, à l'est de Tulsa, l'I-244 prend fin et la US 412 poursuit son trajet en multiplex avec l'I-44. À la jonction avec le Creek Turnpike, l'I-44 bifurque vers le nord et la US 412 continue le tracé vers l'est. Elle passe par Gregory et au sud de Chouteau. À l'est de cette ville, elle devient le Cherokee Turnpike, une autre route à péage. Elle passe au sud de Sams Corner et de Locust Grove, où la route à péage prend fin. La US 412 se continue vers l'est et passe par Leach et Kansas avant d'atteindre la frontière avec l'Arkansas à West Siloam Springs.

### Arkansas
La route entre dans le coin nord-ouest de l'état à Siloam Springs. Elle passe au sud du centre-ville et poursuit son tracé vers l'est. Elle passe par Springdale avant d'entrer dans les Monts Ozarks. Elle passe au nord de Huntsville et atteint Alpena, au nord-est. Elle y débute un multiplex avec la US 62. À Bear Creek Springs, elle rencontre la US 65 et bifurque vers le sud-est en multiplex avec celle-ci également. Les routes traversent Harrison et, au sud-est de Bellefonte, la US 62 / US 412 se sépare de la US 65. La US 62 / US 412 prend la direction est et passe par Pyatt, Yellville, Gassville, Mountain Home, Viola, Salem, Ash Flat et Hardy. À Hardy, la US 63 rejoint le multiplex et les routes se dirigent vers le sud-est. C'est à Imboden que la US 62 quitte la US 63 / US 412. Cette dernière se continue vers le sud-est et atteint Walnut Ridge. La US 63 et la US 412 s'y séparent et la US 412 continue son tracé vers l'est. La route atteint finalement Paragould, qu'elle contourne, avant d'arriver à la frontière avec le Missouri formée par la rivière Saint Francis.

### Missouri
La US 412 entre au Missouri dans sa Bootheel près de Cardwell et se dirige vers le nord-est. Elle passe par Senath et Kennet avant de bifurquer vers l'est. À Hayti, elle croise l'I-55 et l'I-155. Elle rejoint l'autoroute auxiliaire vers le sud-est et atteint et traverse le fleuve Mississippi, marquant la frontière avec le Tennessee.

### Tennessee
C'est en multiplex avec l'I-155 que la US 412 entre au Tennessee. Elle atteint Dyersburg où l'I-155 prend fin. Elle rejoint brièvement la US 51 vers le sud-est et, lorsque la US 51 quitte le tracé de la US 412, celle-ci se poursuit vers le sud et le sud-est. Elle passe par Friendship et Alamo avant d'atteindre Jackson. Elle forme un multiplex avec l'I-40 au nord de la ville et, au nord-est, s'en sépare. La US 412 continue son tracé vers l'est et passe par Lexington, Parsons, Hohenwald et Columbia. Elle prend fin à l'est de la ville lorsqu'elle rencontre l'I-65. Au-delà de l'I-65, la route se poursuit comme SR 99.

## Intersections majeures
Nouveau-Mexique
 I-25 BL / US 56 / NM 21 à Springer. La US 56 / US 412 forment un multiplex jusqu'au nord-est de Boise City, Oklahoma.
 US 64 / US 87 à Clayton. La US 64 / US 412 forment un multiplex jusqu'à Guymon, Oklahoma.
Oklahoma
 US 385 au sud-ouest de Boise City. Les routes forment un multiplex jusqu'à Boise City.
 US 287 à l'est de Boise City
 US 54 à Guymon. Les routes forment un multiplex dans la ville.
 US 83 à Bryan's Corner
 US 270 à Elmwood. Les routes forment un multiplex jusqu'à Woodward.
 US 283 au sud de Laverne
 US 183 à l'ouest de Fort Supply. Les routes forment un multiplex jusqu'à Woodward.
 US 281 au sud de Waynoka
 US 60 à Orienta. Les routes forment un multiplex jusqu'à Enid.
 US 81 à Enid
 US 64 à Enid. Les routes forment un multiplex jusqu'au nord de Perry.
 I-35 au nord de Perry
 US 77 au nord de Perry
 US 177 au nord-ouest de Morrison
 US 64 à l'est de Morrison
 US 64 à Westport. Les routes forment un multiplex jusqu'à Tulsa.
 I-244 à Tulsa. Les routes forment un multiplex dans la ville.
 I-444 / US 75 à Tulsa
 US 169 à Tulsa
 I-44 à Tulsa. Les routes forment un multiplex jusqu'aux limites entre Tulsa et Fair Oaks.
 US 69 à Chouteau
 US 59 à Kansas. Les routes forment un multiplex jusqu'à West Siloam Springs.
Arkansas
 I-49 / US 62 / US 71 à Springdale
 US 62 à Alpena. Les routes forment un multiplex jusqu'à Imboden.
 US 65 à Bear Creek Springs.Les routes forment un multiplex jusqu'à Bellefonte.
 US 167 à Ash Flat
 US 63 à Hardy. Les routes forment un multiplex jusqu'au sud-est de Portia.
 Future I-57 / US 67 à  Walnut Ridge
 US 49 à Paragould
Missouri
 I-55 / I-155 / US 61 à Hayti. L'I-155 / US 412 forment un multiplex jusqu'à Dyersburg, Tennessee.
Tennessee
 Future I-69 / US 51 à Dyersburg. La US 51 / US 412 forment un multiplex dans la ville.
 US 79 au nord-est de Bells
 I-40 à Jackson. Les routes forment un multiplex jusqu'au nord-est de Jackson.
 US 45 à Jackson
 US 70 au nord-est de Jackson. Les routes forment un multiplex sur environ 0,3 miles (0,48 km).
 US 641 à Parsons
 US 43 à Columbia. Les routes forment un multiplex dans la ville.
 US 31 à Columbia
 I-65 à Columbia
 SR 99 à Columbia